# Castillo de Galve de Sorbe
El castillo de Galve de Sorbe o de los Zúñiga es una fortificación española situada sobre un cerro al noroeste de la localidad de Galve de Sorbe, en la provincia de Guadalajara. Fue construido en el siglo XV para la casa de Zúñiga sobre un castillete anterior que les cedió el infante don Juan Manuel. También perteneció a la casa de Alba y al Estado hasta que en 1971 lo subastó y fue adquirido por un particular. Se trata de un castillo montano con una fuerte torre del homenaje rodeada defensivo de los distintos compartimentos palaciegos y de un amplio muro que da lugar a un patio interior. Referencia GU-CAS-007.

## Descripción
El de Galve es un castillo montano construido con piedra sillar. Consta de un recinto exterior de muralla almenada de dos metros de espesor, formando una planta cuadrilátera irregular con cuatro torres cuadradas en las esquinas y dos circulares en los muros este y sur. En las torres se observan todavía los escudos de la casa de Zúñiga. En la torre semicircular del muro sur hay una bóveda hemisférica con los escudos de los impulsores del nuevo castillo de Galve tallados en la pared.
La torre del homenaje destaca sobre las demás y se sitúa al norte del recinto, colocada de manera tangencial al muro del recinto. Es cuadrada, con diez metros por cada lado, y tiene cinco plantas repartidas en veinte metros de altura. Está coronada por un saledizo sujetado por modillones de triple moldura. En su interior, en su piso superior aparece una enorme chimenea de piedra sillar con un gran arco escarzano y varios ventanales. Rodea la chimenea una terraza. En uno de los muros de la torre del homenaje hay un escudo de la casa de Arellano, emparentada con los Avellaneda.

## Historia
El actual castillo de Galve se levantó sobre uno anterior de origen andalusí que defendía la frontera del Califato de Córdoba con el Reino de Castilla. Con la conquista castellana de la Extremadura castellana en el siglo XI Galve pasó a ser parte de la comunidad de villa y tierra de Atienza. En el siglo XIII el común pasó a manos del infante Don Juan Manuel que reedificó el viejo y destruido castillo de la localidad. Tras los enfrentamientos del infante con el rey Alfonso XI de Castilla, este le perdonó a cambio de ciertas concesiones, entre ellas el derribo del castillo de Galve, que se llevó a cabo. A su muerte, la población pasó a la corona.
El 28 de octubre de 1354 Pedro I concede Galve a Íñigo López de Orozco como señorío como premio por sus servicios. En 1367, tras el asesinato de Íñigo López a manos del rey, su hija Mencía de Orozco vendió el señorío a partes iguales a su pariente Diego López de Zúñiga y a Diego Hurtado de Mendoza, aunque en 1405 pasó su totalidad a manos de Diego López tras la muerte de Diego Hurtado. Sería ya en 1468 cuando Diego López de Zúñiga, nieto del anterior de mismo nombre, ordena construir un nuevo castillo palaciego en Galve para residencia personal.
En 1543 Francisco de Zúñiga Avellaneda y Enríquez, tercer conde de Miranda de Duero, vendió Galve y su castillo a Ana de la Cerda, viuda de Diego Hurtado de Mendoza y Lemos, que lo cedería a si hijo Baltasar de la Cerda y Mendoza, que sería primer conde de Galve. Con el tiempo sería propiedad de los Silva y Mendoza, duques del Infantado y de Pastrana. En el siglo XVIII, por uniones familiares, paso a propiedad de la casa de Alba. En 1873, durante la tercera Guerra Carlista, fue destruido y quedó en absoluto abandono. Entonces los Alba lo cedieron al Estado por no querer hacerse cargo de los restos, quien lo subastó en 1971. En esta subasta fue adquirido por un particular, quien reconstruyó varios lienzos de muralla. Recientemente, sus descendientes han impulsado una nueva fase de trabajos de conservación.

## Estado de conservación
El nuevo propietario del castillo tras su subasta de 1971, a finales de los años 1970 realizó una serie de reformas, con las que intentó recuperar los muros que rodean el patio principal, y habilitó diversas estancias para vivienda. Décadas después, la mayor parte de estas estancias fueron destruidas, y hoy en día se están llevando a cabo obras de limpieza, desescombro y consolidación, y se ha recuperado el aljibe medieval.